# 중진국 함정
중진국 함정(한국 한자: 中進國陷阱, 영어: Middle income trap)은 개발도상국이 일정 수준의 경제 발전을 이루어 중진국 단계에 도달한 후, 선진국으로 성장하지 못하고 장기간 정체되는 현상을 의미한다. 일반적으로 저소득 국가가 산업화와 경제 성장을 통해 중진국으로 발전하는 것은 비교적 빠르게 이루어질 수 있지만, 이후 고소득 국가로 전환하는 과정에서는 여러 가지 구조적 한계에 직면할 수 있다. 이러한 문제에는 생산성 정체, 기술 혁신 부족, 노동 시장 경직성, 교육 수준의 정체 등이 포함될 수 있다.
중진국 함정이 발생하는 주요 원인으로는 경제 구조 전환의 어려움이 꼽힌다. 초기 산업화 단계에서는 낮은 임금을 바탕으로 제조업 중심의 성장이 가능하지만, 임금이 상승하면서 더 이상 저비용 경쟁력을 유지하기 어려워진다. 이 과정에서 기술 혁신과 고부가가치 산업으로의 전환이 원활하지 않으면 경제 성장이 둔화될 가능성이 크다. 또한, 정부의 정책 실패, 부패 문제, 정치적 불안정성 등이 구조적 장애물로 작용할 수도 있다.
중진국 함정을 극복하기 위해서는 산업의 고도화, 연구개발(R&D) 투자 확대, 교육 및 인적 자원 개발, 제도 개혁 등이 필요하다는 주장이 제기된다. 일부 국가들은 중진국 함정을 벗어나 성공적으로 고소득 국가로 전환한 사례가 있으며, 이 과정에서 효과적인 경제 정책과 지속적인 혁신이 중요한 역할을 하였다. 반면, 일부 국가들은 장기간 경제 성장률이 둔화되면서 중진국 단계에서 머물고 있으며, 이에 대한 해결책을 모색하는 연구와 논의가 지속되고 있다.

## 원인
이 개념에 따르면 중진국 함정에 빠진 국가는 제조 상품 수출 부문에서 경쟁 우위를 잃었으며 그 이유는 상승하는 임금 때문이다. 그러나 이 국가는 고부가가치 시장에서 선진국을 따라잡지 못한다. 그 결과, 남아프리카 공화국, 브라질 등 신흥국들은 수십년 간 세계은행이 "중간소득지점"으로 정의하는 부분으로 남아있게 되었으며 1인당 국민 총소득이 $1,000~$12,000 사이로 남아있게 된 것이다. 이 국가들은 낮은 투자, 제2차 산업의 저성장, 한정된 산업 다양화, 좋지 않은 노동 시장 조건으로 고통을 받는다.

## 사례

### 중화인민공화국
1978년 덩샤오핑의 개혁개방 정책 이후, 중화인민공화국은 약 30년간 연평균 9%를 넘는 경제성장률을 기록하였고, 2003년 국가의 GDP가 1000$를 넘으면서 중진국에 진입하였다. 그러나, 2015년 러우지웨이 중국 재정부 장관이 2015년 4월 초에 한 포럼에서 "5~10년 이내에 중국이 중진국 함정에 빠질 확률이 50% 이상"이라는 발언을 하였다.
2020년대에 진입하면서, 대부분의 경제 지표에서는 중화인민공화국이 중진국 함정의 징후를 보이고 있다는 평가가 늘어났다. 2020년 코로나 19로 발생한 대봉쇄, 2021년 중국 부동산 위기 등으로 향후 중화인민공화국의 경제 사정은 어둡다는 전망이 나오고 있는 상황이다.

## 같이 보기
- 정실 자본주의
- 인적 자본
- 인간 개발 지수
- 자원의 저주
- 세계체제론

## 참고 문헌
- Asia 2050: Realizing the Asian Century
- Indonesia Risks Falling into the Middle Income Trap
- Philippines Faces Middle Income Trap
- Russians are stuck in 'Middle Income Trap' 보관됨 2016-02-05 - 웨이백 머신
- Latin America's Middle Income Trap
- How China can avoid the middle income trap
- "The Middle-Income Trap. Mixed-Income Myths," The Economist October 17th -- 13th 2017, pp. 6-8.
- Yeldan, Erinç, Kamil Tascı, Ebru Voyvoda and Emin Ozsan (2013) “Escaping the Middle Income Trap: Which Turkey?” Turkish Enterprise and Business Confederation (TURKONFED), Istanbul.